# Amor de primavera
Amor de primavera es una canción compuesta por José Alberto 'Tanguito' Iglesias con letra de Hernán Pujó en 1970. Forma parte del álbum Tango, editado en el año 1973.

## Autor
La letra de la canción fue compuesta originalmente por Hernán Pujó y no por Tanguito; pese a que este último figura sólo en los créditos de la placa. 

La letra de Amor de Primavera no es de Tanguito sino de Hernán Pujó. Pujó no figuró en el crédito porque Tanguito no lo puso, como tampoco me hizo figurar a mí en La princesa dorada. Yo lo conocía como la puta madre, pero nunca supe si se hacía el sota [el desentendido] o si era un turro [mala persona], aunque fuera a un nivel muy lindo.
Pipo Lernoud.

En 1993 la canción fue registrada en SADAIC acreditando la letra a Hernán Pujó y la composición de la música a Tanguito.

## Sencillo
En 1970 Tanguito aceptó grabar un disco para Mandioca. Se habían reservado varias fechas en los estudios TNT de la Calle Moreno. En sus salas (muy bien equipadas tecnológicamente para la época), se gestaron discos de Moris, Manal, Almendra y Vox Dei. A Tanguito se le ofreció la posibilidad de elegir que músicos iban a acompañarlo, y su decisión fue que lo hicieran Javier Martínez, Claudio Gabis y Alejandro Medina, es decir: Manal. En la primera y segunda fecha prevista, Tanguito no acudió al estudio. Los integrantes de Manal lo esperaron, pero este nunca llegó. Solo vino a la tercera fecha, pero solo estaba presente su amigo Javier Martínez. Tanguito, por lo tanto, grabó solo con su voz y su guitarra "Amor de primavera" y los temas " Natural", "La Balsa", "Todo el día me pregunto" y los restantes que se incluyeron más tarde en su único álbum. A fines de la primavera de 1970, Mandioca publicó el compilado "Pidamos peras a Mandioca", en el que se incluyó su tema "Natural", que la crítica recibió elogiosamente. Sin embargo, la edición del álbum y del sencillo fue postergandose hasta que la discográfica se disolvió. En 1973, Talent (sucesora de Mandioca) recupera las grabaciones y las edita.

## Otras versiones
- En 1990, Luis Alberto Spinetta grabó su versión en vivo en la Facultad de Ciencias Exactas y Naturales para su álbum Exactas.
- En 2009, Luis Alberto Spinetta grabó su versión en vivo en el Estadio José Amalfitani que quedaría en el concierto histórico de Spinetta y las Bandas Eternas.